# Maurice Carter
Pour les articles homonymes, voir Maurice Carter (directeur artistique) et Carter.
Maurice Carter, né le 12 octobre 1976, à Jackson, dans le Mississippi, est un ancien joueur américain de basket-ball. Il évolue durant sa carrière au poste d'arrière.

## Palmarès
- Champion IBL 2001
- MVP des playoffs IBL 2001
- Champion ABA 2000 2002
- Champion USBL 2002
- Champion CBA 2004
- MVP des playoffs CBA 2004
- All-CBA Second Team 2004